# Xicoténcatl González Uresti
Xicoténcatl González Uresti (Torreón, Coahuila, 1 de junio de 1963) es un político y presidente municipal de Ciudad Victoria, desde el 1 de octubre de 2018 hasta el 1 de octubre de 2020.
Se desempeñó como director del Hospital General “Dr. Norberto Treviño Zapata”.

## Vida personal
Xicoténcatl es un médico que actualmente se encuentra casado con Arcelia Flores Flores, y es padre de Arcelia, Tannya, y César González Flores.

## Biografía
Xicoténcatl González Uresti, nació el 1 de junio de 1963 en Torreón, Coahuila. Es hijo de los profesores José Reyes González y Eusebia Uresti. A los 6 años, residió junto a sus padres y sus tres hermanos en los ejidos de Carboneros, Rancho Nuevo, y La Libertad, en el municipio de Victoria. A los 7 años, su familia se mudó a la colonia Nacozari en Ciudad Victoria.
Estudió su educación primaria en la Escuela Epigmenio García y en la Escuela Enrique Conrado Rébsamen; su educación secundaria en la Secundaria Federal Número 1, y su educación media superior en el Centro de Bachillerato Tecnológico Industrial y de Servicios Número 24.
Posteriormente, tras una estancia de dos años como estudiante de la Facultad de Medicina Veterinaria y Zootecnia de la Universidad Autónoma de Tamaulipas, ingresó a la Escuela de Medicina de la Universidad del Valle Bravo Campus Ciudad Victoria, donde finalizó su carrera en 1990.
Realizó su posgrado en el Hospital de Especialidades Médicas Centro Médico Nacional “La Raza”, donde ejerció posteriormente como jefe de residentes de endocrinología y medicina interna.
En 1996, realizó una estancia de alta especialización en diabetes en el Instituto Nacional de Ciencias Médicas y Nutrición “Salvador Zubirán”, y posteriormente ingresaría al Hospital General “Dr. Norberto Treviño Zapata” como endocrinólogo, y seis meses después, sería nombrado como subdirector, cargo que desempeñó hasta 2001, para posteriormente ser designado comisionado en Tamaulipas de Arbitraje Médico, cargo que ostentó hasta 2012.

## Carrera política
Xicoténcatl González Uresti aspiró como candidato independiente a la Presidencia Municipal de Ciudad Victoria en las Elecciones estatales de Tamaulipas de 2016, y posteriormente para el mismo cargo como candidato del Partido Acción Nacional y por la Coalición “Por Tamaulipas al Frente” en las Elecciones estatales de Tamaulipas de 2018.
El 1 de octubre de 2018 tomó posesión como Presidente Municipal de Ciudad Victoria con el 40.46% de los votos. La tarde del 1 de octubre de 2020 solicitó licencia por tiempo indefinido para separarse de su cargo.
El 5 de octubre de 2020 se informó que Xicoténcatl González Uresti es investigado por el desvío de más de 25 millones de pesos durante su administración como alcalde de Ciudad Victoria.